# Felicija Bortkevičienė

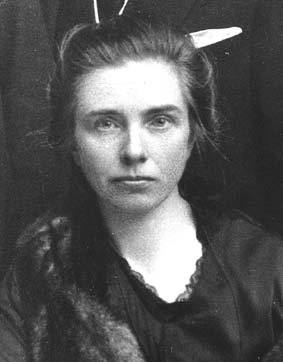
Felicija Bortkevičienė (1917)

Felicija Bortkevičienė (geborene Povickaitė; * 20. Augustjul. / 1. September 1873greg. auf Gut Linkauciai bei Krekenava; † 21. Oktober 1945 in Kaunas) war eine litauisch-russische Zeitungsherausgeberin und politische Aktivistin.

## Leben
Felicija Povickaitė gehörte einer polnischen Adelsfamilie an. Sie hatte eine Schwester und einen Bruder. Ihr Vater Juozas Povickas (polnisch Povicki) war Gutsbesitzer. Die Mutter brachte ihren Kindern und denen der Landarbeiter die litauische Sprache bei. Felicija besuchte die Mädchengymnasien von Kaunas – wo sie wegen antirussischer Ideen von der Schule verwiesen wurde – und von Vilnius. 1890/91 besuchte sie verbotene Kurse einer „fliegenden Universität“ in Warschau. Anschließend arbeitete Povickaitė als Lehrerin und Bankangestellte.
Im Jahr 1899 heiratete Povickaitė den Ingenieur Jonas Bortkevičius (1871–1909), der bei der Intendantur angestellt war. Das Ehepaar wohnte in Vilnius und später in Sankt Petersburg und nahm am kulturellen Leben teil, dazu gehörte die Unterstützung der Wiederbelebung der litauischen Sprache und die Verbreitung verbotener Literatur, wie der Zeitschriften Varpas und Ūkininkas. Felicija Bortkevičienė arbeitete bei der Studentenorganisation Žiburėlio mit und wurde 1902 Mitglied und eine der Führungspersönlichkeiten der Lietuvos demokratų partiją (Litauische Demokratische Partei). Das Haus des Ehepaars wurde ein Treffpunkt litauischer Intellektueller und Frauen.
Um die Jahre 1904/05 bildete sich eine Frauenrechtsbewegung heraus. Am 22. September 1905 wurde die Lietuvos moterų susivienijimas (Litauische Frauen-Vereinigung) gegründet und Bortkevičienė gehörte zum Vorstand. Im Dezember 1905 gehörte sie zum Organisationskomitee des Didysis Vilniaus Seimas, der großen Volksversammlung in Vilnius. Dort wurde die Lietuvos valstiečių sąjungos (Litauische Bauern-Union) gegründet. In einem der Anträge setzte Bortkevičienė durch, das die Gleichheit beider Geschlechter in die Statuten des Seimas aufgenommen wurde. Sie nahm auch an Streiks und an einer Versammlung der Eisenbahnergewerkschaft teil. Anschließend wurde ihre Wohnung durchsucht. Zar Nikolaus II. kündigte 1905 das Wahlrecht ohne Beteiligung der Frauen an.
Im Jahr 1906 wurde Bortkevičienė Mitherausgeberin der demokratischen und liberalen Zeitungen „Lietuvos ūkininkas“ (Litauischer Bauer) und „Lietuvos žinios“ (Litauische Nachrichten). Im September 1907 nahm sie am ersten litauischen Frauenkongress teil und konnte im folgenden Jahr die Spaltung der Frauenbewegung in einen katholischen und einen liberalen Zweig verhindern. Im Januar 1909 starb ihr Ehemann, der anfangs wegen seiner Dienststellung erfolgreich Presseerzeugnisse geschmuggelt hatte und später ihre publizistischen Aktivitäten unterstützte. Während des Ersten Weltkriegs unterstützte Bortkevičienė Flüchtlinge und politisch Verfolgte.
Im Jahr 1918 kehrte Bortkevičienė von Russland nach Vilnius zurück. Mykolas Sleževičius nominierte sie zur Ernährungsministerin, was der Staatsrat, die Lietuvos Taryba ablehnte. Bortkevičienė ging im Juli 1919 nach Kaunas und legte die Zeitungen „Lietuvos ūkininkas“ und „Lietuvos žinios“ neu auf. Im folgenden Jahr gründete Bortkevičienė mit der Litauischen Sozialistischen Volkspartei das Druckhaus Varpas (Glocke), das sie bis 1930 leitete.
Bei der Wahl zur Verfassunggebenden Versammlung kandidierte Bortkevičienė auf Vorschlag der Bauernvolksunion und der Sozialistischen Volkspartei. Ihren Sitz in der Versammlung erhielt sie jedoch erst 1921 als Nachrückerin für die Alterspräsidentin Gabrielė Petkevičaitė-Bitė (1861–1943). Als Abgeordnete wirkte sie bei den Gesetzen für eine Krankenkasse, die Mutterschutz vorsah und den Statuten der Universität Litauens (Lietuvos universitetas) mit. Von 1922 bis 1936 gab Bortkevičienė die „Lietuvos žinios“ heraus und erhielt Geld- und Haftstrafen für wiederholte Kritik der rechtskonservativen Regierung.
Von Sommer 1922 bis 1928 war Bortkevičienė Vorsitzende der wiedergegründeten Lietuvos moterų saujunga (Litauische Frauen-Union). Im Jahr 1926 kandidierte sie vergebens für den dritten Seimas, wurde aber nach dem Wahlsieg der Bauernvolksunion als Kandidatin zur Staatspräsidentin vorgeschlagen. Bei der Abstimmung erhielt Bortkevičienė nur eine einzige Stimme. Noch im selben Jahr errichtete Antanas Smetona ein diktatorisches Regime. Bortkevičienė forderte vergebens 1936 freie Wahlen und 1937 als Ehrengast des zweiten Frauenkongresses eine Vertretung der Fraueninteressen im litauischen Parlament.
Felicija Bortkevičienė starb am 21. Oktober 1945 und wurde in Troškūnai, wo man ihr ein Denkmal errichtete, begraben. Im Litauen der 1930er Jahre galt sie als Großmutter des Zeitungswesens. 
Zu ihren Ehren vergibt das Litauische Parlament seit 2004 jährlich den Felicijos Bortkevičienės Kalbos premija, kurz „Kalbos premija“ (Sprachpreis).

## Werke
- F. Bortkevičienės atsiminimų. 1939. (Autobiographie, litauisch)
- Prūsų lietuviai Sibire.